# Танско-тибетские войны
Танско-тибетские войны — военные конфликты в VII—IX веках между империей Тан и Тибетской империей.

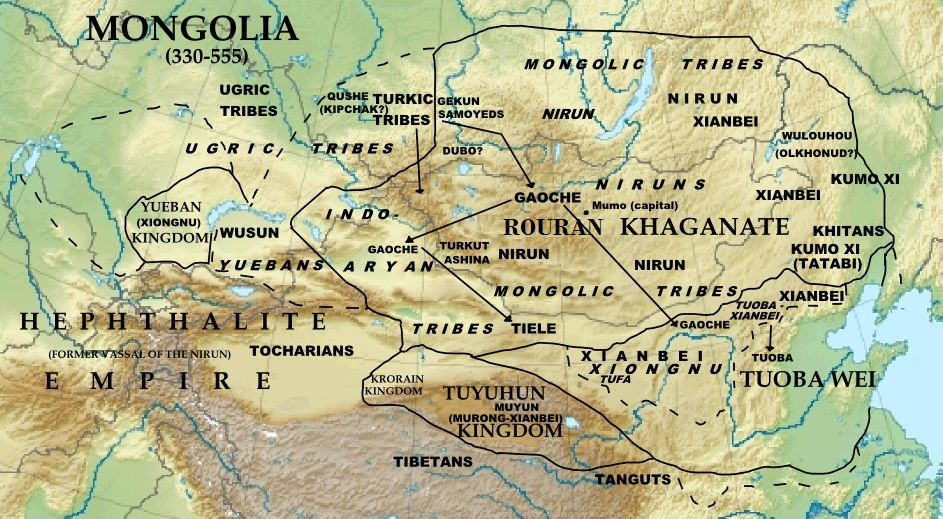
Тибет и государства Южных и Северных династий

Во время правления династии Тан в Китае (618–907) развивались сложные отношения между императорским Китаем и тибетским государством. В этот период китайские и тибетские войска много сражались, поскольку обе стороны были империями, но были также годы мира и дружеских отношений.

## Подъём тибетцев
Тибетские племена долго жили под управлением своих родовых старейшин. В 439 году в Тибет отступил отряд сяньбийцев, и его вождь, оказавшись в богатой, но разобщённой стране, занял там господствующее положение. Потомки этого вождя за 200 лет отибетились. До конца VI века у тибетцев не было своего государства. В конце VI века вождь племени ялунсибуе в префектуре Шаннан в Тибете, Намри Сонгцэн, начал войну за объединение и завоевал племя супи. После этого Сонгцэн Гампо, сын Намри Сонгцена, основал столицу в Луосе, последовательно победив Янтун, Байлан, Дансян и Фуго, построив сильное тибетское государство, что сделало его первым человеком, успешно объединившим Тибет. Ко времени возникновения империи Тан территория Тибета простиралась от Гималаев до цепи Наньшань и от границ Кашмира до Сычуани. 

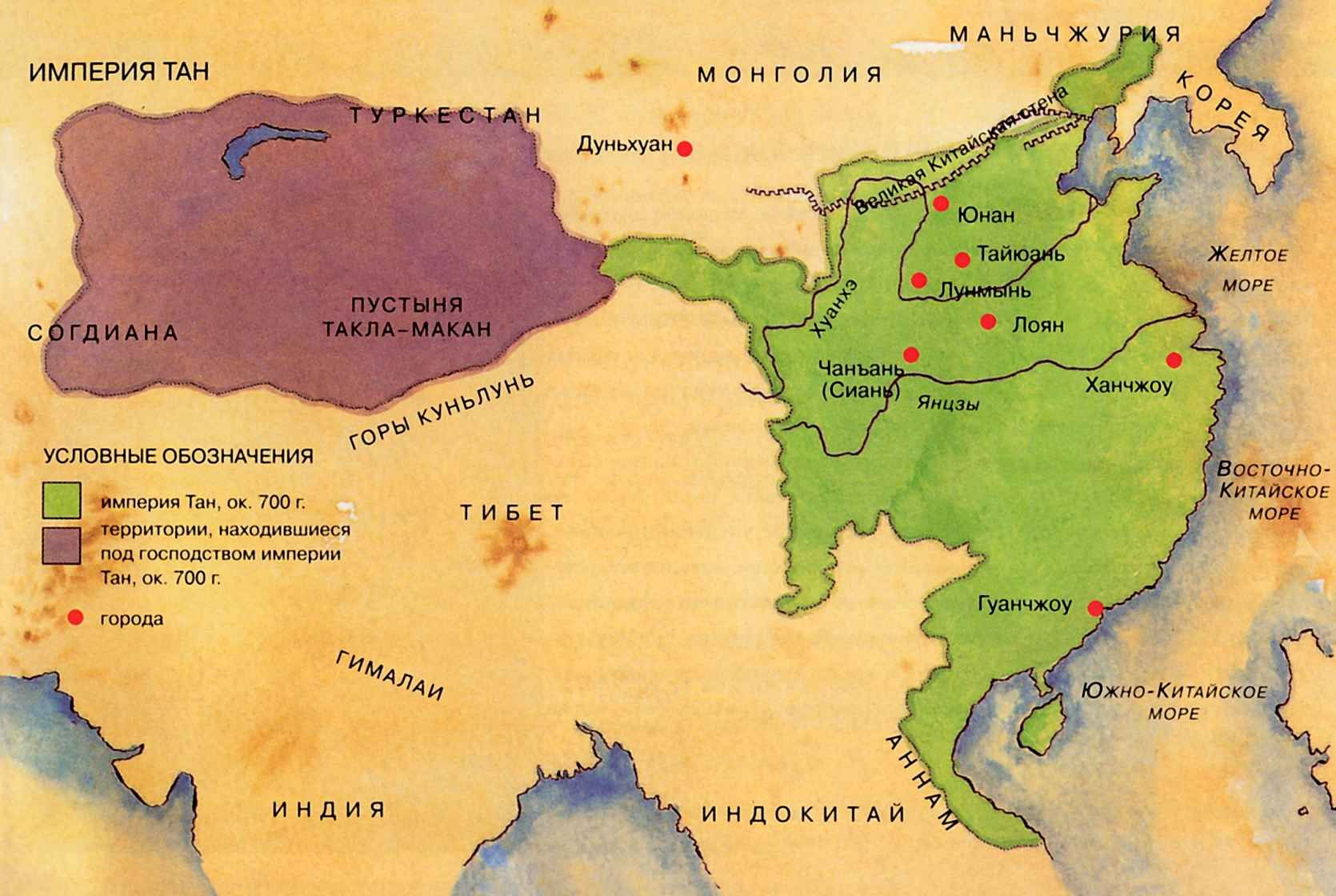
Карта империи Тан

## 638—641 гг. Четырёхлетняя война
Тибет стал важным объектом внешней политики раннетанского государства. В 11-м месяце 634 года тибетский цзанъпо (цзэнпо) Сонгцэн Гампо установил дипломатические отношения с танским двором, направив в Чанъань посланников и дань. Спустя четыре года, в 7-м месяце 638 года, цзанъпо, узнав, что китайских принцесс выдали замуж за правителей восточных тюрок и туюйхуней, потребовал, чтобы его удостоили такой же чести, но получил отказ. Тогда тибетцы напали на туюйхуней, изъявивших покорность Тан, а затем на цянов и вторглись в область Сунчжоу (Сычуань). Административный центр Сунчжоу тибетцы осаждали в течение нескольких дней, пока танская армия во главе с Хоу Цзюньцзи не отбросила тибетцев, нанеся им большие потери. И хотя нападение было отбито, китайцы поняли, что имеют дело с новым опасным соседом.
Поэтому, когда в 9-м месяце 638 года Сонгцэн Гампо прислал посольство с повинной и повторил просьбу о заключении брака, император Тайцзун ответил согласием. Китайская принцесса Вэньчэн-гунчжу отбыла к тибетцам в 1-м месяце 641 года, тогда же в знак покорности и благодарности Сонгцэн Гампо направил в Чанъань своих сыновей, которых определили для обучения в Школу сынов отечества. 

## Между войнами
После этого вплоть до конца правления Тайцзуна отношения Китая с тибетцами оставались относительно мирными. Тан и Тибет поддерживали мирные и дружеские отношения, когда Сонгцен Гамбо был жив, и дипломатическое общение постепенно увеличивалось с каждым годом, делая Тибет транспортным узлом между Тан и Синдху (ныне Индия).
В 649 году император Тайцзун скончался, и на престол империи Тан взошёл Гао-цзун, который получил дипломатическое заявление от Гампо, в котором говорилось, что Тибет не колеблясь отправит армии на помощь, если в Тане появятся люди, которые осмелятся угрожать власти императора. Установившиеся к середине VII в. территориальные пределы танского государства на западе включили бывшие территории Западнотюркского каганата и простирались до северных склонов Тянь-Шаня восточнее современного города Урумчи. Танский Китай стал непосредственным соседом Тибета.
Манглунмангзан, внук Сонгцена Гамбо, принял корону своего деда в 650 году после смерти Сонгцена Гамбо. Воспользовавшись внутренними беспорядками в Тогоне, тибетцы нападали на него несколько раз, даже рискуя конфликтом с Таном, который долгое время поддерживал Тогон. Это изменило их отношения и привело к длительному конфликту.
В 663 году тибетские войска вновь двинулись на восток. Муюн Нохэбо запросил помощи у империи Тан, но Гао-цзун отказал ему, и участь Тогона была решена. Тогонский вельможа Содохуэй бежал в Тибет и сообщил тибетскому командующему Донцану о решении танского императора. Тот начал войну и наголову разбил тогонцев; Нохэбо с женой и несколькими тысячами кибиток бежал в Лянчжоу под защиту китайцев.
Одновременно с этим у империи Тан начались неприятности в Западном крае. Танское правительство поставило там наместниками двух тюркских ханов — Мишэ и Бучжэня. Они стали интриговать друг против друга, и в 664 году во время карательного похода на Кучу Бучжэнь оклеветал Мишэ, обвинив того в подготовке восстания. Китайский полководец Су Хайчжэн, не разобравшись, казнил Мишэ и «всех его подчинённых до пастуха». В ответ жившее на Тяньшане племя гунъюэ заключило союз с тибетцами, и начало нападать на китайские гарнизоны, но было разбито.
Тибетский командующий Доцан попытался договориться с Гаоцзуном о разделе Тогона, но его предложения были отвергнуты. Тогда тибетцы перешли в наступление, захватили 12 областей империи Тан, населённых цянами, и усилили свои войска за счёт тангутов и тогонцев. 

## 670—730 гг. 60-летняя война
Около 670 года тибетская армия ворвалась в Таримский бассейн и, опираясь на союз с Хотаном, разрушило стены Кучи, после чего весь Западный край (кроме Сичжоу) оказался во власти тибетцев.
Стремясь вернуть утраченное, китайцы двинули большое войско в Тибет, но были наголову разбиты при Бухайн-голе; китайский командующий Сюэ Жэньгуй смог отступить, лишь заключив перемирие с тибетцами. Другое войско, посланное против тибетцев, вернулось с полпути из-за смерти военачальника.
В 672 и 675 годах тибетцы предлагали империи Тан мир, но Гао-цзун отверг эти предложения, и вскоре война возобновилась.
В 676 году, заключив союз с тюркским ханом Ашиной Дучжи, тибетцы перешли в наступление, и разграбили весь западный Китай вплоть до Чанъаня, в то время как две имперские армии бездействовали. В 677 году тибетская армия соединилась с войсками Дучжи и отбила у китайцев Кучу. Против Дучжи был отправлен сановник Пэй Синцзянь, который хитростью взял его в плен и отправил в Чанъань.
В 679 году империя Тан направила против тибетцев огромную армию во главе с Ли Цзиньсюанем. Вначале китайские войска имели успех, но около озера Кукунор были окружены тибетцами, и были спасены от гибели лишь ночной атакой во главе с Хыкчхи Санджи, в результате которой остатки войск смогли вырваться домой.
В 680 году тибетцы вторглись на территорию собственно империи Тан, и нанесли полное поражение Ли Цзиньсюаню, но Хыкчхи Санджи вновь устроил атаку на тибетский лагерь, и принудил врага к отступлению. После этого Хыкчхи Санджи был назначен начальником пограничной линии, построил 70 сигнальных пунктов и завёл казённые поля для снабжения своих войск. Тем не менее тибетцы с помощью живших на танской границе тангутов прорвали эту линию и вошли в Юньнань, где подчинили себе полудикие лесные племена, известные как «мани».
В 681 году тибетский полководец Цзанбу попытался прорваться во внутренние районы империи Тан, но был отражён Хыкчхи Санджи.
В 683 году Гао-цзун скончался, и на танском престоле стали сменять друг друга слабые правители, реальные же бразды правления находились в руках У Цзэтянь. В 689 году тибетцы разбили китайские войска в Западном крае. Правительство в панике было готово совсем отказаться от Западного края, но историограф Цуйюн представил доклад, в котором доказывал необходимость во что бы то ни стало удерживать западные владения.
В 690 году У Цзэтянь свергла сына и взошла на престол сама. В 692 году новая армия освободила Западный край от тибетцев. В это же время цяны и мани, разочаровавшиеся в тибетцах, вернулись под покровительство империи Тан, усилив оборону её западной границы. Тибетцы попытались восстановить своё господство в Западном Крае с помощью Ашины Шуцзы, но потерпели неудачу. Однако в 696 году тибетцы нанесли удар в центре, захватив Лянчжоу, и, одержав полную победу, направили посла с мирными предложениями. Китайцы, учитывая внутреннее положение Тибета, стали сознательно затягивать переговоры, и их расчёт оправдался.
К тому времени Тибет также устал от войны, выгоду от которой получала в основном семья Гар, выходцем из которой являлся полководец Циньлин. Циньлин совершил ошибку, допустив китайское посольство в Тибет. Дипломаты, ведя переговоры о мире с лишённым реальной власти правителем Дусроном, посулами и подарками простимулировали создание заговора, во главе которого встал сам правитель Дусрон.
В 699 году заговорщики под предлогом облавной охоты собрали воинов и перебили более четырёх тысяч сторонников правительства. Затем Дусрон вызвал главнокомандующего Циньлина из армии в столицу, но тот, зная, что ему грозит верная смерть, поднял восстание. Однако воины рассеялись, покинув полководца ради своего правителя. Видя безнадёжность положения, Циньлин покончил с собой вместе с сотней верных сподвижников; те же, кто предпочёл остаться в живых, во главе с сыном Циньлина перешли на сторону империи Тан. Так как обратный путь в Тибет им был заказан, то их приняли с почётом и зачислили в пограничные войска.

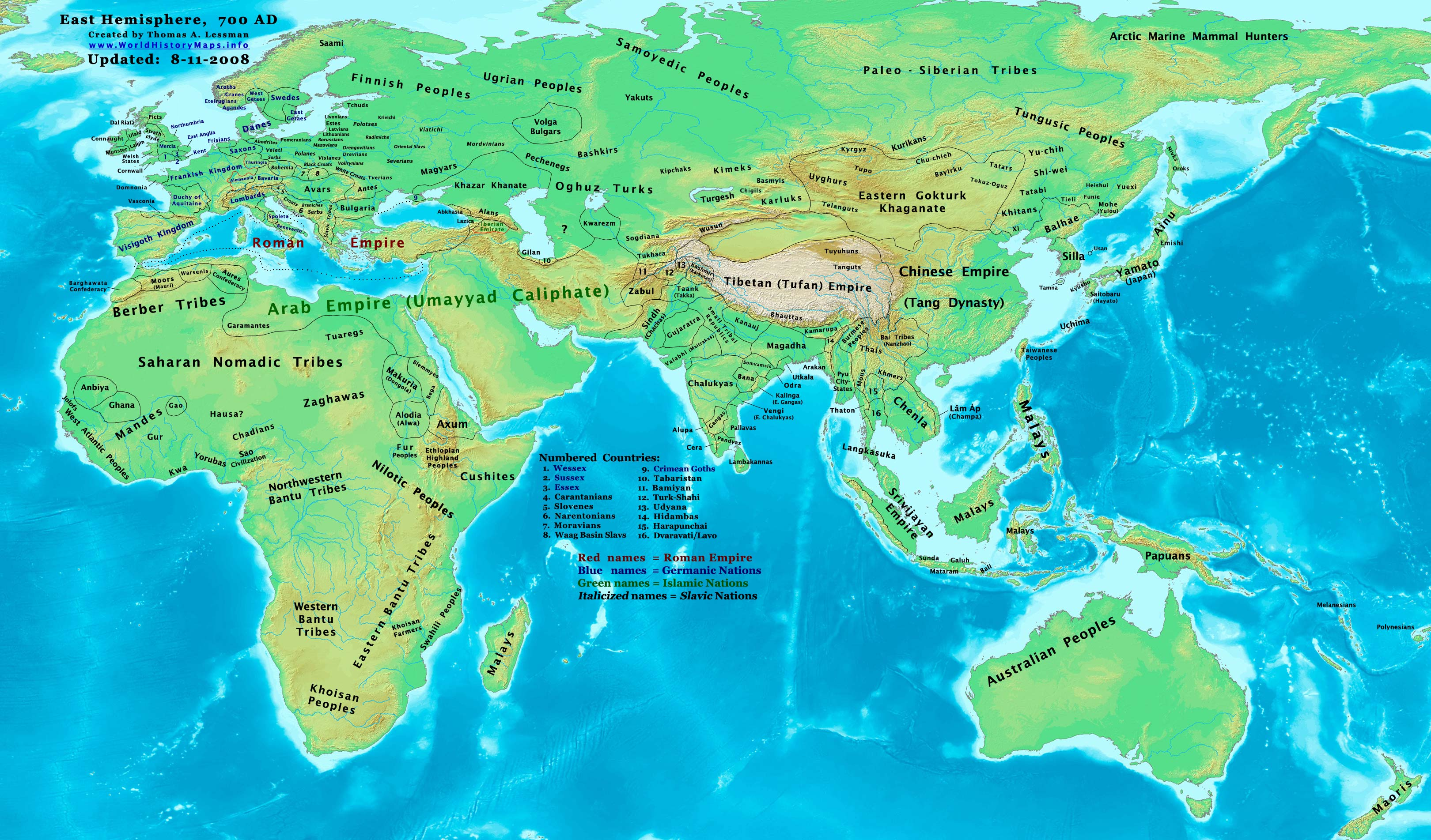
Мир в 700 году

В результате Тибет лишился опытных полководцев и лучших войск, а империя Тан приобрела сразу 5 тысяч закалённых воинов. Мирные переговоры были прерваны, и война возобновилась на всех фронтах. Набеги 700 и 702 годов были отражены с большим уроном для тибетцев. Дусрон попросил мира и брака с китайской принцессой, прислав при этом дань золотом и лошадьми, но это ни к чему не привело. Восстали зависимые от Тибета государства на его южной границе; в 703 году в походе против Индии погиб и сам Дусрон.
В 705 году скончалась императрица У Цзэтянь, после чего на престоле в Чанъане начали сменять друг друга слабые императоры. Тем временем китайские войска покорили маней, проживающих в джунглях Юньнани, и обложили их податями. В 710 году мани восстали и призвали на помощь тибетцев. Воспользовавшись этим, те вынудили империю Тан выдать им за отступление принцессу Цзиньчэн, а в качестве её приданого — уезд Шипин (переименованный по этому случаю в Цзиньчэн) в центре страны.
В 712 году на трон империи Тан взошёл Сюань-цзун, который за несколько лет постепенно сумел восстановить нормальное управление страной. Тем временем тибетцы на западе заключили союз с арабами, к тому времени добравшимися до Средней Азии, и начали покорять Западный Тибет, после чего тамошние мелкие горные княжества (Сие, Кашмир, Забулистан и т. д.) начали срочно искать союза с танской империей. Однако империя не имела возможности послать крупные войска в столь отдалённые места, и все договоры остались лишь на бумаге.
Тибетцы потребовали от княжества Малый Болюй в Западном Тибете пропустить их в Западный Край, чтобы неожиданно напасть на китайцев в Карашаре и Куче. Однако болюйский владетель не поверил в искренность тибетцев (и был прав, ибо те отняли у него 9 городов), и обратился за помощью к китайскому наместнику в Западном крае. Тот направил в Болюй 4 тысячи человек из Кашгара. Ободрённые болюйцы разгромили тибетцев и отвоевали свои города. Однако впоследствии один из болюйских князей женился на тибетской принцессе, и 20 горных княжеств, лежавших к востоку от Памира, подчинились Тибету. Китайский наместник в Западном крае предпринял три похода против тибетцев, но неудачно.
Чтобы ослабить нажим тибетцев на западе, империя Тан в 724 году возобновила войну на востоке. Боевые действия шли с переменным успехом до 730 года, когда снова был заключён мир. После этого тибетцы разорили Болюй, и напали на Тохаристан, но там были отбиты китайскими войсками.

## 737—783 гг. 46-летняя война
В связи с тем, что переставшие воевать на востоке тибетцы перешли там к обычной мирной жизни, один из китайских пограничных командиров предоставил ко двору доклад о лёгкости разгрома тибетцев. Император одобрил проект, и в 737 году был произведён набег на тибетскую территорию. Тибетский контрнабег 738 года был отбит, однако начались ожесточённые боевые действия, с переменным успехом шедшие в районе озера Кукунор. Имперская армия, хотя и захватила горную крепость Шибао, но увязла в Тибете до 751 года.
Тем временем в Юньнани образовалось независимое княжество Наньчжао. В 751 году оно вступило в открытый конфликт с империей Тан, и правитель Голофон, отбив китайское наступление, обратился за помощью в Тибет. Был заключён союз, и в 754 году совместными тибетско-наньчжаоскими усилиями было отбито новое китайское наступление.
Тем временем в Тибете на престол взошёл новый монарх — Тисонг Децэн. Он попытался закончить изнурительную войну почётным миром, но сделанное им в 755 году предложение было отвергнуто. Поэтому, когда китайцы были вынуждены снять лучшие войска с тибетской границы для подавления мятежа Ань Лушаня , тибетцы в течение семи лет захватили западные области империи Тан. В 763 году тибетская армия подошла к самой столице Чанъаню, захватила и разграбила её. Так как в тылу тибетцев оставался непокорённый Фэнсянь, то тибетцы предпочли вернуться на свою территорию, а затем перенесли экспансию в Сычуань. Вначале там им сопутствовал успех, но в 764 году китайские войска нанесли им там поражение и вынудили отступить.
Одним из ведущих полководцев, участвовавших в подавлении восстания Ань Лушаня, был уйгур Пугу Хуайэнь. Однако после подавления восстания его оклеветали, и в 764 году он поднял мятеж. Вначале он не имел успеха, но в 765 году он призвал на помощь тибетцев и уйгуров, которые с удовольствием откликнулись на призыв. Мятежники тремя колоннами пошли на Чанъань, однако атака первой колонны, состоявшей из тибетцев, была отбита с большими для них потерями. В это время Пугу Хуайэнь умер, а китайский полководец Го Цзыи предложил уйгурам сохранить союз с танским императорам. Узнав о переговорах, тибетцы откололись от уйгуров и пошли на запад. Тогда уйгуры приняли китайское предложение, и разгромили тибетцев.
После того, как танская армия оказалась перемолотой в ходе внутренних беспорядков, а тюркская орда рассеялась, тибетское войско оказалось самой грозной силой в регионе. Воспользовавшись этим, Тисонг Децэн возобновил завоевания. В 767 году 20-тысячная тибетская армия двинулась вниз по Хуанхэ и осадила Линчжоу. Го Цзыи, имея 30 тысяч отборных войск, отбросил тибетцев, однако те на следующий год пришли снова и возобновили осаду.
Китайцам помогли придворные интриги в тибетском стане, в результате которых был сменён главнокомандующий. Новый полководец предпочёл нанести удар в центральную часть провинции Шэньси, однако там регулярные китайские войска при поддержке местного населения дважды разбили тибетцев. Также было отбито вторжение 10-тысячной тибетской армии в южный Китай.
В 773 году 60-тысячная тибетская конница ворвалась в северную часть современной провинции Ганьсу, а затем снова набросилась на центральный участок фронта. Две китайские армии были сильно потрёпаны, но оправились и, перейдя в контрнаступление, вытеснили тибетцев. В 774 году произошёл обмен посольствами, и военные действия приостановились, однако переговоры не имели успеха, и в 775 году война возобновилась.

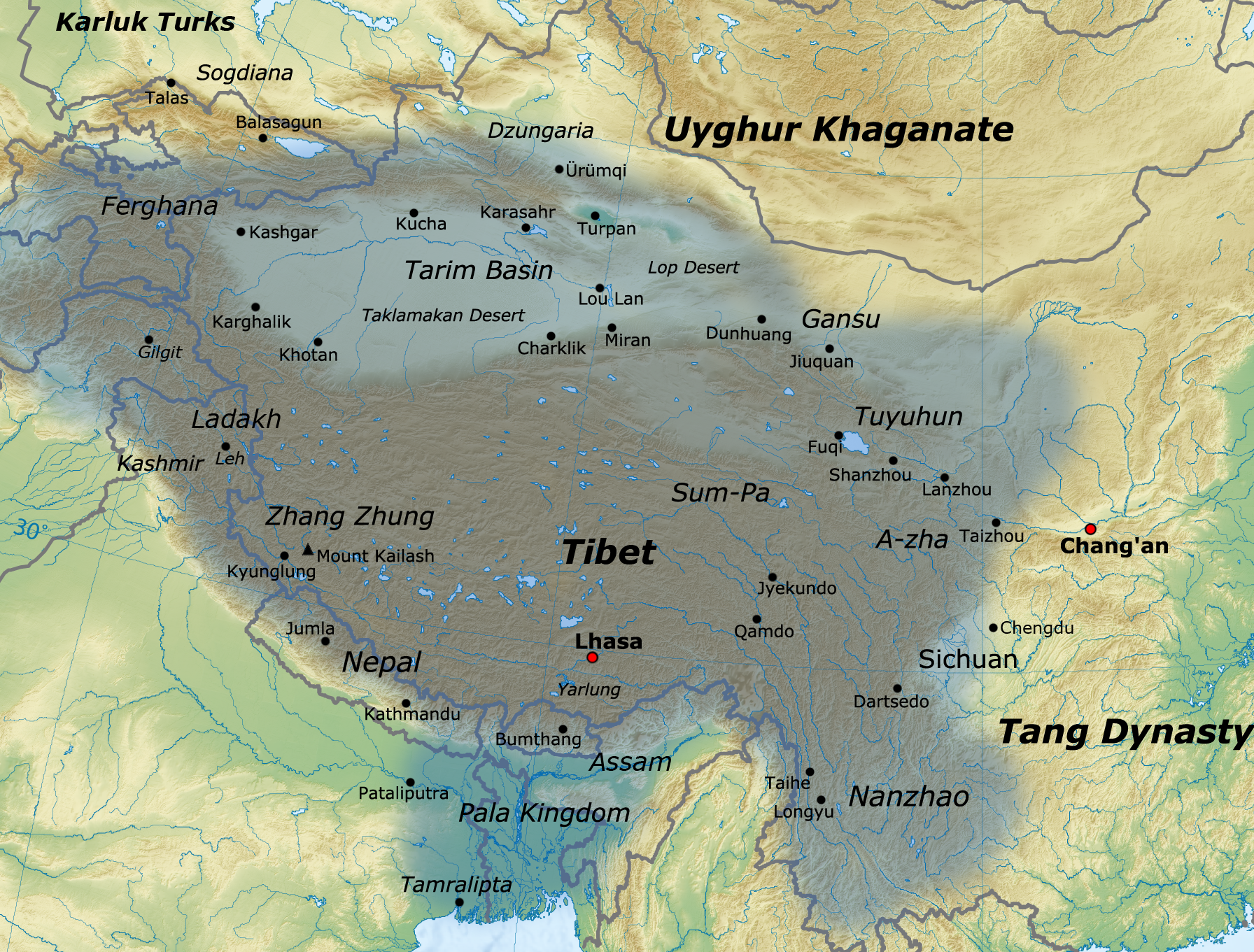
Тибетское государство в конце VIII века в период своего максимального расширения.

Наньчжао изначально поддерживало империю Тан, но в 778 году перешло на сторону Тибета. В 779 году китайцы разбили тибетцев на юге, но конфликт империи Тан с уйгурами позволил тибетцам развить наступление на севере. В 780 году они захватили Дуньхуан.
Осознав, что война проиграна, император Дэ-цзун собрал тибетских пленников и, одарив их платьем, отпустил домой. Посланный для их сопровождения чиновник передал Тисонг Децэну предложение о заключении мира.
В 783 году в Циншуе был подписан мирный договор между империей Тан и Тибетским царством. Условия мира были для Танской империи позорными (Тибет признавался равным империи Тан), однако Дэ-цзуну пришлось их принять, ибо началась война с уйгурами.

## Между войнами
В это время в империи Тан опять вспыхнуло восстание, и император был вынужден бежать из столицы. Тисонг Децэн использовал это для интервенции, и послал войска на помощь китайскому императору. В 784 году объединённые силы правительственных и тибетских войск разбили силы мятежников при Утинчуани, и готовились к возвращению столицы, но в это время вспыхнула эпидемия, давшая тибетцам повод уйти обратно, не развив успеха.
По первоначальному договору тибетцам за помощь при возвращении столицы были обещаны новые территориальные уступки. Их преждевременный уход рассматривался китайским правительством как основание для отказа от выполнения обещания, но тибетцы считали, что достаточно потрудились, разгромив мятежников при Утинчуани. Отказ был воспринят ими как обман, и они опять набросились на танские пограничные области, захватив Янчжоу, Линчжоу и Сичжоу. После этого они снова предложили мир.
Подкупленный тибетским полководцем китайский генерал Ма Суй согласился на перемирие и отправился с докладом в столицу. Тибетский главнокомандующий использовал выигрыш во времени для переформирования и отвода измотанных частей в тыл. В Чанъане согласились на переговоры, однако в качестве переговорщика был послан Хуань Сянь, которого тибетцы и винили в нарушении договора. На китайскую делегацию было совершено предательское нападение, однако Хуань Сянь спасся, после чего о мире не могло быть и речи.

## Война 786—822 гг. 36-летняя война
Тибетцы начали наступление по всему фронту. Жители западной окраины Шэньси были почти все истреблены или угнаны в Тибет. Однако уйгуры, опасавшиеся усиления Тибета, в 788 году заключили союз с империей Тан, а на юге китайский полководец Вэй Гао сумел рассорить тибетцев с Наньчжао, и в 789 году разгромил оставшихся без союзников тибетцев. Затем Вэй Гао сумел уговорить Наньчжао перейти на китайскую сторону, и те в 793 году нанесли тибетцам удар в спину, вынудив их полностью отступить на собственную территорию.

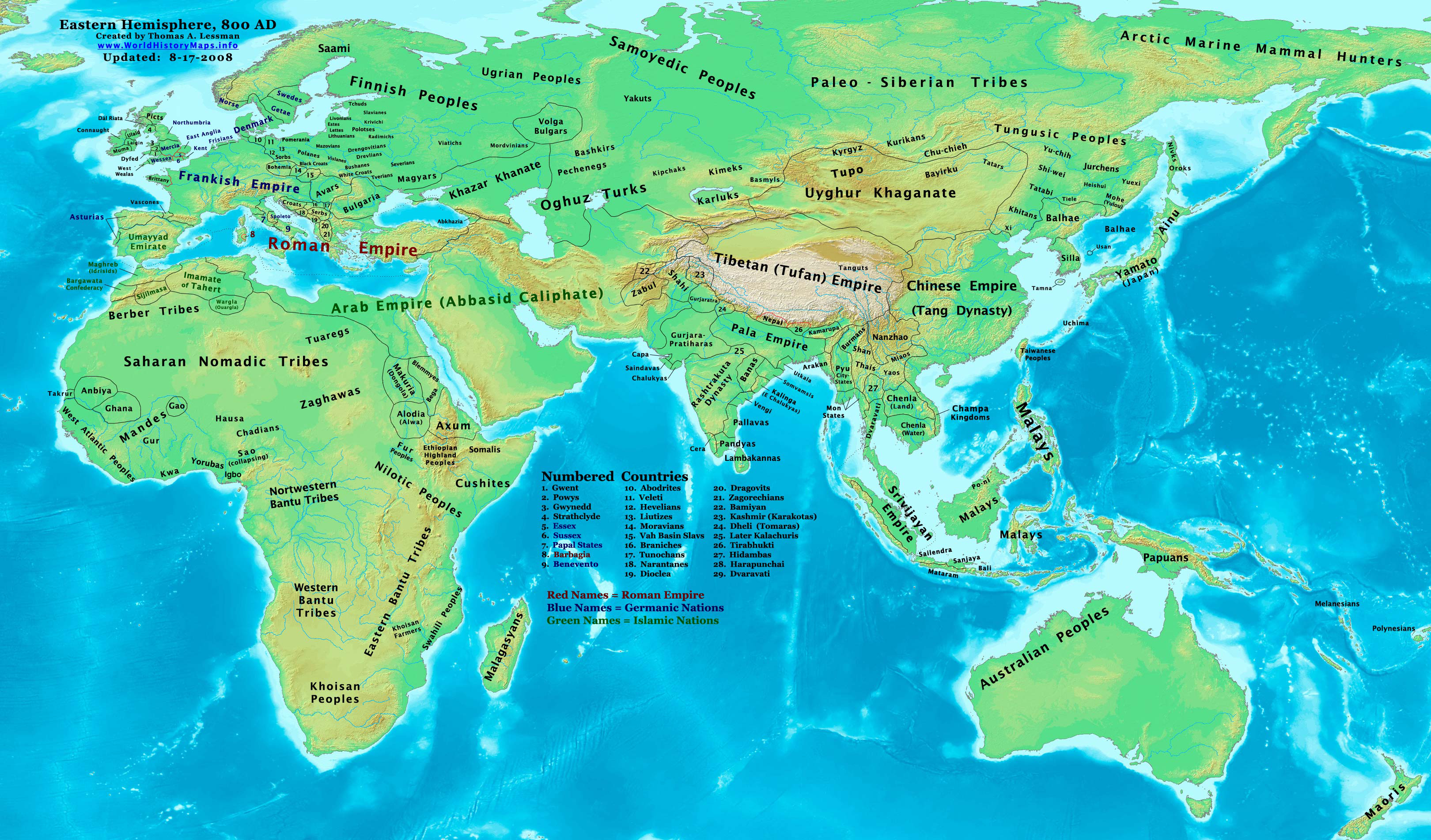
Мир в 800 году

На севере на стороне империи Тан выступили уйгуры, пришедшие на помощь владениям империи Тан в Западном крае. Союзниками тибетцев же стали те, кто тяготился уйгурской гегемонией: карлуки, шато, кыргызы. Тибетцы подчинили себе живших на западных склонах Памира Гибинь и эфталитов. В 789 году тибетское войско двинулось на Бэйтин, и разбило китайцев и пришедших им на помощь уйгуров (решающую роль сыграла измена шатосцев). В 790 году Бэйтин пал, что решило судьбу Кучи, Карашара, Хотана и Кашгара. В следующем году тибетцы попытались наступать вниз по течению Хуанхэ, но уйгуры разбили их у Линчжоу. После ухода уйгуров тибетцы взяли крепость Шуйкэучжай и так разграбили местность, что она больше не могла служить китайцам плацдармом для контрнаступления. В том же 791 году другая тибетская армия подчинила Хотан. Потеряв веру в собственные силы, китайцы обратились с просьбой о помощи к арабам, и войска Харун ар-Рашида сковали на западе более половины тибетских сил.
В Западном крае продолжали держаться не имевшие связи с метрополией четыре китайские крепости. Опираясь на них, уйгурские отряды наносили удары по тылам тибетской армии, и в течение трёх лет мешали её наступлению на север. Наконец, в 795 году пополненное уйгурское войско нанесло тибетцам поражение около Бэйтина, и этим окончательно остановило тибетское наступление. Захватив Бэйтин, уйгуры отбили у тибетцев Кучу, и включили эти города в состав собственного государства. Уходя, тибетцы увели своих союзников шато, и поселили их в предгорьях Наньшаня, что спасло шатосцев от истребления (уйгуры справедливо полагали, что именно их измена привела к падению Бэйтина).
Воспользовавшись тем, что значительные тибетские силы были связаны на западе, китайцы отвергли предложение нового тибетского правителя Муни Цэнпо о заключении мира, и начали контрнаступление по всему фронту. В 798 году тибетцы потерпели поражение на севере, в области Янчжоу, в 800 году — в Линчжоу. На юге в Сычуани Вэй Гао взял две тибетские крепости. На это тибетцы ответили контрнаступлением 801 года, в результате которого пала крепость Линчжоу и китайцы лишились базы для наступления.
Чтобы тибетцы не начали вторжение внутрь страны, китайское правительство отдало приказание Вэй Гао совершить диверсию в Южный Тибет. Вэй Гао с 20-тысячной армией вторгся в тибетские владения в Сычуани, взял 7 городов и 5 крепостей, но был остановлен укреплениями Вэйчжоу и Куньмина. Тибетский полководец, опасаясь опалы за понесённые поражения, перешёл на китайскую сторону, а его преемник был разгромлен и взят в плен. Но тибетские крепости устояли, и китайское наступление на юге захлебнулось.
В 806 году уйгуры взяли крепость Лянчжоу, тем самым сковав тибетцев. Тибетцы заподозрили, что племя шато им неверно, и решили перевести его на нагорье Цайдам. Шато восстали против тибетцев, и в 808 году весь народ двинулся на территорию империи Тан. Тибетцы напали на них и не отставали до самой китайской границы; из 30 тысяч кибиток до империи Тан добралось лишь 2 тысячи всадников и немного скота. Китайцы приняли уцелевших, снабдили их провиантом и скотом, и создали из них особый пограничный корпус.
Лишившись поддержки шато, тибетцы приостановили наступательные действия. Так как уйгуры успели тем временем опять поссориться с империей Тан, то война потухла сама собой.

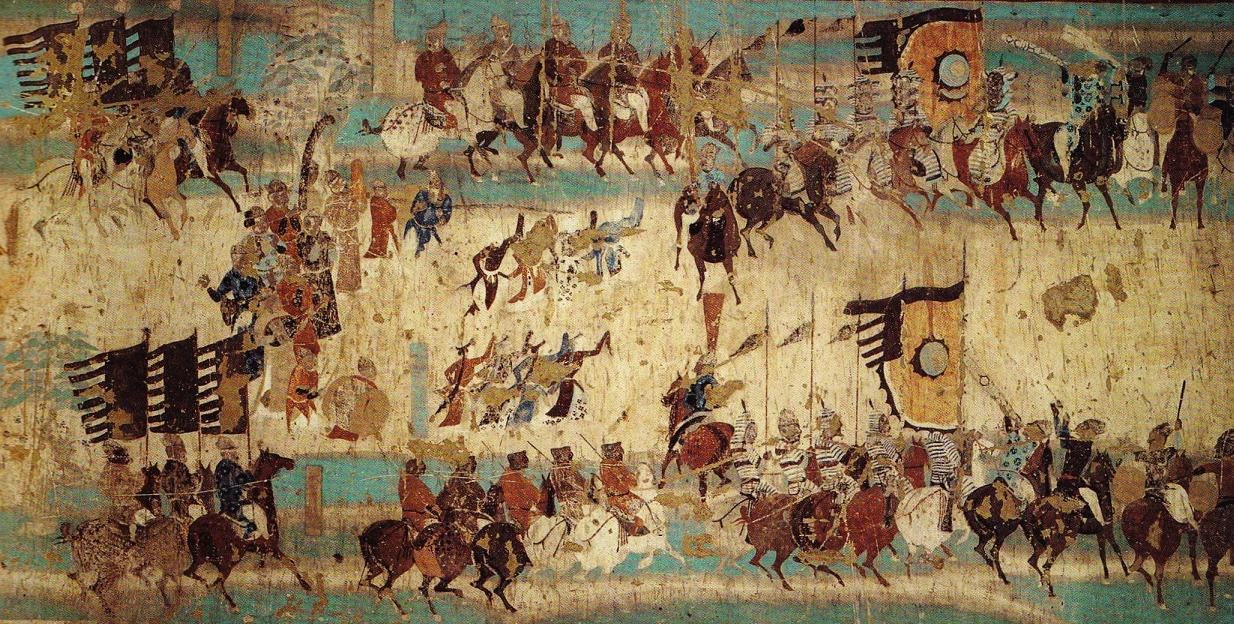
Фреска, посвященная победе генерала Чжан Ичао над Тибетской империей в 848 году. Пещера Могао 156.

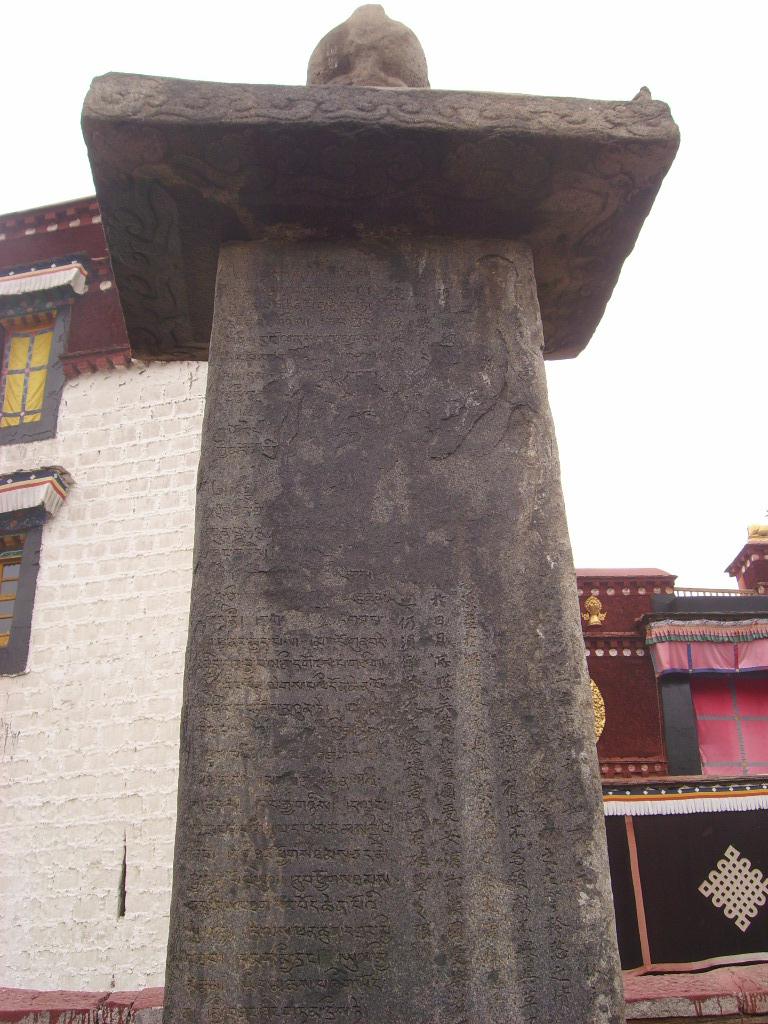
Стела в храме Джоканг в Лхасе с текстом танско-тибетского мирного договора

В 809 году возобновились тибетско-китайские мирные переговоры, но тибетцы, желая обеспечить себе мир и с уйгурами, совершили набег, захватили содержавшихся на танской территории задержанный уйгуров, и вернули освобождённых на родину. В благодарность уйгуры совершили в 813 году набег на китайскую территорию. Империи Тан пришлось с этим примириться, так как постоянные восстания внутри страны делали невозможными ни мобилизацию, ни продолжение войны.
Обеспечив себя с востока, тибетцы в 816 году бросились на север прямо на уйгурскую столицу; в то же время в тылу у уйгуров вспыхнуло восстание кыргызов. Поход не имел полного успеха лишь из-за того, что в том же году умер тибетский правитель, и тибетский полководец был вынужден вернуться в Тибет, чтобы принять участие в возведение на престол угодной ему персоны.
В империи Тан воспользовались унижением уйгуров для того, чтобы в 817 году разорвать с ними союз. Этого только и ждали тибетцы. В том же году, даже не дождавшись возвращения из Чанъани своего посольства, они набросились на китайские земли, однако китайские войска сумели остановить тибетское наступление. Китайцы и уйгуры пришли к выводу, что надо объединиться перед лицом общего врага, и в 821 году союз двух держав был восстановлен и скреплён браком. Тибетцы предприняли наступление в долину Орхона, но безрезультатно.

## Мирный договор
Так как дальше воевать не имело смысла, то тибетцы предложили империи Тан мир на условиях сохранения за ними всех сделанных ими территориальных приобретений. Поскольку китайцы не имели никаких возможностей для контрнаступления, то эти условия были приняты. Мирный договор завершил цикл войн Великого Тибета и танского Китая и был подписан в 821 году в западном предместье Чанъани и в 822 году в восточном предместье Лхасы. Текст договора сохранился до наших дней на стеле в храме Джоканг в Лхасе (воздвигнутой в 823 году). Договор подтвердил границы по прежнему соглашению в Цин-шуй 783 года и был выгоден для Тибета. Все исследователи полагают, что это был равноправный договор, если не считать неравенства в «родственных отношениях» государей: китайский император считался дядей, а тибетский цэнпо — племянником. Договор 822 года стал вершиной могущества Тибета на всем протяжении его истории; как писал китайский сановник Ню Сэн-жу, это была пора, когда Туфань-Тибет «и в длину и в поперечнике содержал по десять тысяч ли». 
В том же году китайская власть была восстановлена в Кашгаре, и туда был назначен китайский генерал-губернатор (скорее всего, кашгарцы сами выгнали тибетцев, и через уйгурские земли установили связь с империей Тан). Положение Хотана неизвестно, однако там тибетцы тоже не закрепились.
В 842 году в Тибете началась гражданская война, которая продолжалась 20 лет и закончилась настолько полным истощением страны, что китайцы перестали обращать внимание на тибетские дела. Царская власть в Тибете была уничтожена, а племенные вожди создали мелкие княжества, находившиеся в постоянной междоусобной войне.